# Laurepa maculata
Laurepa maculata is een rechtvleugelig insect uit de familie krekels (Gryllidae). De wetenschappelijke naam van deze soort is voor het eerst geldig gepubliceerd in 2003 door Desutter-Grandcolas & Bland.